# خاموشی سیرن‌ها
«خاموشی سیرن‌ها» (آلمانی: Das Schweigen der Sirenen) داستانی کوتاه از فرانتس کافکا است.